# Diadegma falciferum
Diadegma falciferum är en stekelart som beskrevs av Walley 1967. Diadegma falciferum ingår i släktet Diadegma och familjen brokparasitsteklar. Inga underarter finns listade i Catalogue of Life.